# Множник (Marvel Comics)
Джеймс Артур «Джеймі» Медрокс (англ. James Arthur «Jamie» Madrox), більш відомий як Множник (англ. Multiple Man) — персонаж з коміксів американського видавництва Marvel Comics, в минулому злочинець, один з Людей Ікс, а після учасник організації Ікс Фактор.

## Біографія
Батьки Джеймса працювали в науково-дослідному центрі, де зазнали впливу радіації. В результаті їх син народився мутантом. Його незвичайні здібності проявилися рано. Коли маленького Джеймса принесли на огляд до лікаря, він несподівано роздвоївся, а через кілька хвилин повернувся в нормальний стан. Батьки зрозуміли, що їх син — мутант. Вони відвезли хлопчика на свою ферму в Техасі, де його ніхто не міг побачити. Батько зробив для Джеймса спеціальний костюм, який абсорбував його кінетичну енергію і не дозволяв йому створювати двійників. Тому довгий час Джеймс не знав про свої здібності.
Коли Джеймсу було п'ятнадцять років, його батьки загинули під час торнадо. Хлопчик втік з ферми і деякий час поневірявся по країні. Одного разу він випадково пошкодив свій костюм. Це привело до несподіваного викиду електричної енергії. Джеймса доставили в клініку Мойри МакТаггерт на острові Мюїр. Мойра навчила Джеймса контролювати свій творчий хист, і незабаром Джеймс став допомагати їй в роботі з мутантами. Через деякий час Медрокс був інфікований смертельним вірусом, який отримав від зараженого мутанта. Незадовго до цього випадку він створив свій клон. Всі спроби врятувати життя Джеймса не увінчалися успіхом, і він помер, а його клон втратив пам'ять.
Довгий час новий Медрокс намагався згадати своє минуле, але йому це не вдавалося. Незвичайним молодою людиною зацікавилася організація «Щ.И.Т.». Щ. И. Т. запропонував йому допомогу в обмін на співпрацю, і Медрокс погодився. Множник став працювати секретним агентом, використовуючи свої здібності в урядових інтересах. Поступово пам'ять повернулася до нього. В цей час Джеймс вирішив піти з Щ. И. Т., але незабаром зрозумів, що це неможливо зробити. На допомогу молодій людині прийшов мутант на ім'я Руйнівник. Він допоміг Медроксу бігти і запропонував йому вступити в «Братство мутантів». Деякий час Джеймс служить Братству, але потім залишає їх і встає на шлях виправлення, і проситься в організацію «Ікс-Фактор» …

## Люди Ікс: Комплекс Месії (X-Men: Messiah Complex)
У цьому коміксі Множник — один з головних персонажів.
Після викрадення дитини Джеймі і Ріктора викликають Емму Фрост і Циклопа, за ними ув'язується і Лайла Міллер. Циклоп хоче впровадити Ріктора до «очищувача», а Джеймі він хоче відправити в майбутнє, щоб він дізнався, що там відбувається. Ріктор увійшов до «очищувача», а Джеймс і Лайла пішли до Винахідника за машиною часу.
Винахідник пускає їх в будинок, вони розповідають йому все про подію і йдуть до машини часу. Джеймі розмножує себе і виходить три Медрокса, одного відправляють, другий вже готовий, але до нього біжить Лайла, і вони переміщаються. Оригінал — Медрокс хоче їх повернути, але Винахідник повідомляє йому, що його двійники повинні дізнатися інформацію і накласти на себе руки, бо вони більше ніяк не зможуть повернутися. Медрокс непритомніє і впадає в кому.
Медрокса-клона, який відправився з Лайлою, ловлять мисливці на мутантів. Обом ставлять клеймо у вигляді букви «М», як у Бішопа. У таборі з ними жахливо поводяться, проте пізніше вони знаходять ще молодого Бішопа, адже він ріс в майбутньому. Вони намагаються дізнатися інформацію про новонародженого мутанта. Деякою мірою їм це вдається. Кількома днями пізніше Лайла краде гранату в охоронця і підриває клона Медрокса, тому що вона знала, що тільки так оригінал&
 — Медрокс в теперішньому часі вийде з коми і повідомить всю інформацію Людям Ікс.
Так і сталося, коли він прийшов до тями, у нього на оці з'явилася та сама буква «М». Він відразу спробував повідомити важливу інформацію, але Емма вирішила, що йому варто відпочити і «відключила» його силою думки.

## Ultimate
Множник був одним з найнебезпечніших і відданих слуг Магнето. Його клони влаштовували теракти і збройні напади на Школу Хав'єра, Інститут Емми Фрост, Штаб-Квартиру Європейської Ліги супергероїв і трискеліон. Щоб покласти цьому край, Росомаха вистежив Джеймі на Дикій Землі. Виявилося, що Джеймі весь цей час був під контролем Сирени, і думав, що йому всього 13 років, а на дворі 1994 рік. Росомасі довелося вбити Джеймі, щоб запобігти терактам.

### Повернення
В Ultimate Comics X-Men Пурпурова Відьма просить свого брата, П'єтро, зустрітися з деким в гробниці в Єгипті. В результаті П'єтро бачить дублікат множника і свого батька, Магнето. В результаті виявляється, що Росомаха вбив лише дубліката, а справжній Медрокс разом з Магнето відправився в гробницю в Єгипті, де він з Магнето знаходиться до цих пір.

## Здібності
Медрокс — мутант, що володіє здатністю перетворювати кінетичну енергію в своїх клонів. Для цього йому досить вдаритися об який-небудь предмет, клацнути пальцями або тупнути ногою. Всі клони множника мають самостійним мисленням і можуть народжувати на світ нових клонів. Медрокс телепатично контролює своїх клонів і при бажанні повертає їх в своє тіло, чим ближче він до клона, тим сильніший контроль. Інші телепати здатні перехопити контроль над клонами, що знаходяться досить далеко. Медрокс може цього не усвідомлювати, але він все одно це відчуває. Однак при наближенні до захоплених клонів Медрокс відновлює свій контроль.

## Поза коміксів

### Фільми
- Люди Ікс: Остання битва (англ. X-Men: The Last Stand) — Ерік Дейн. Вперше ім'я множник згадується у фільмі «Люди Ікс 2», однак він з'являється тільки в 3-му фільмі, де є одним з членів Братства Мутантів Магнето. Коли його брали в команду, Містик сказала, що одного разу він пограбував одночасно 7 банків. Роль у нього не найбільша, проте значна. Головні його дії відбуваються в середині фільму, де він розмножується і призводить поліцію до себе, а не до Братства. Заарештовуючи множника, поліція розуміє, що, хоча на їх сканерах над лісом було показано безліч людей, але всіма ними був Медрокс. Завдяки цій операції вдалося Братству вислизнути від уряду. Невідомо, чи прийняв він ліки від мутації і був убитий Правоохоронцями. Роль виконав Ерік Дейн.

### Мультфільми
- Множник з'являється в серії «Холодний комфорт» серіалу «Люди Ікс». Він є членом команди «Ікс-Фактор» разом з Ковалем, Ртуттю, Поляріс, Хавок, Вовчицею і здорованем. Під час битви з Людьми Ікс він напав на Росомаху, потім після обміну противниками був заморожений Крижаною Людиною.
- У мультсеріалі «Люди Ікс: Еволюція» Множник відрізняється від оригіналу в коміксі, він набагато молодший і є одним з молодих членів Людей Ікс. На відміну від більшості інших своїх іпостасей, тут він один з протагоністів, і не має намірів приєднуватися до Магнето і зраджувати Людей Ікс. Відчуває романтичні почуття до Кітті Прайд.
- У мультсеріалі «Росомаха і Люди Ікс» Множник служить Містеру злидні. Він виявляється єдиним, хто зміг зупинити Циклопа, думавшего, що Злидень викрав Джин Грей, і з цієї причини напав на нього.

### Відеоігри
У мультсеріалі «Росомаха і Люди Ікс» Множник служить Містеру злидні. Він виявляється єдиним, хто зміг зупинити Циклопа, думавшего, що Злидень викрав Джин Грей, і з цієї причини напав на нього.
Також герой з'явився в іграх X-Men Legends і X-Men Legends II: Rise of Apocalypse, де був озвучений Ді Бредлі Бейкер.
Ще одна гра з його участю — Marvel: Ultimate Alliance 2, там його озвучив Уоллі Вінгерт.